# Związki wielofunkcyjne
Związki wielofunkcyjne – związki organiczne zawierające kilka grup funkcyjnych.

## Przykłady
Dwie grupy funkcyjne
- aminokwasy (grupa karboksylowa –COOH i grupa aminowa –NH2)
- hydroksykwasy (grupa karboksylowa –COOH i  grupa hydroksylowa –OH)
- aldozy (grupa aldehydowa –CHO i  grupa hydroksylowa –OH)

Trzy grupy funkcyjne
- wanilina (grupa hydroksylowa –OH,  grupa aldehydowa –CHO i grupa metoksylowa –OCH3)